# Горње Грабово
Горње Грабово (алб. Grabovë e Sipërme) је насељено место у општини Грамш у округу Елбасан, Албанија. Према попису из 1989. године било је 369 становника.
Горње Грабово и Доње Грабово заједно чине насеље Грабово, које настањују Аромуни.
Из Грабова су пореклом Андреј Шагуна, румунски православни епископ и политички представник Румуна у Хабзбуршкој монархији, и патријарх бугарски Кирил.

## Познате личности
- Јован Четиревић Грабован, српски иконописац